# Charmosyna multistriata
El lori estriado (Charmosyna multistriata) es una especie de ave psitaciforme de la familia Psittaculidae endémica de Nueva Guinea.

## Descripción
El lori estriado mide alrededor de 18 cm de largo. Su plumaje es principalmente verde. Presenta un denso estriado amarillo o anaranjado que se extiende por su cabeza, cuello y partes inferiores, que varía mucho entre individuos. Su nuca y parte posterior del píleo son de color pardo grisáceo y su zona perianal es roja. Su pico es anaranjado con la base gris.

## Distribución y hábitat
Se encuentra en las selvas húmedas situadas al sur de la Cordillera Central de la isla de Nueva Guinea.